# Boxe nos Jogos Pan-Americanos de 2015 - Peso médio
A categoria médio do boxe nos Jogos Pan-Americanos de 2015 foi disputada entre 18 e 24 de julho no Centro Esportivo Oshawa em Oshawa, Ontário.

## Calendário
Horário local (UTC-4).
| Data        | Horário | Fase             |
| ----------- | ------- | ---------------- |
| 18 de julho | 19:00   | Preliminares     |
| 20 de julho | 21:05   | Quartas-de-final |
| 22 de julho | 20:35   | Semifinal        |
| 24 de julho | 20:15   | Final            |

## Medalhistas
| Ouro   | CUB Arlen López                         |
| Prata  | COL Jorge Vivas                         |
| Bronze | MEX Misael Rodríguez VEN Endry Saavedra |

## Resultados

### Chave
|  | Preliminares      | Preliminares      | Preliminares |  |  | Quartas-de-final      | Quartas-de-final      | Quartas-de-final     |   |                    | Semifinal          | Semifinal       | Semifinal |  |  | Final | Final | Final |
|  |                   |                   |              |  |  |                       |                       |                      |   |                    |                    |                 |           |  |  |       |       |       |
|  |                   |                   |              |  |  |                       |                       |                      |   |                    |                    |                 |           |  |  |       |       |       |
|  |                   |                   |              |  |  | COL Jorge Vivas       | COL Jorge Vivas       | 2                    |   |                    |                    |                 |           |  |  |       |       |       |
|  | PUR Magdiel Cotto | PUR Magdiel Cotto | 0            |  |  | DOM Raúl Sánchez      | DOM Raúl Sánchez      | 1                    |   |                    |                    |                 |           |  |  |       |       |       |
|  | DOM Raúl Sánchez  | DOM Raúl Sánchez  | 3            |  |  |                       |                       |                      |   | COL Jorge Vivas    | COL Jorge Vivas    | 2               |           |  |  |       |       |       |
|  |                   |                   |              |  |  |                       | MEX Misael Rodríguez  | MEX Misael Rodríguez | 1 |                    |                    |                 |           |  |  |       |       |       |
|  |                   |                   |              |  |  | MEX Misael Rodríguez  | MEX Misael Rodríguez  | 3                    |   |                    |                    |                 |           |  |  |       |       |       |
|  |                   |                   |              |  |  | USA Anthony Campbell  | USA Anthony Campbell  | 0                    |   |                    |                    |                 |           |  |  |       |       |       |
|  |                   |                   |              |  |  |                       |                       |                      |   |                    | COL Jorge Vivas    | COL Jorge Vivas | 0         |  |  |       |       |       |
|  |                   |                   |              |  |  |                       | CUB Arlen López       | CUB Arlen López      | 3 |                    |                    |                 |           |  |  |       |       |       |
|  |                   |                   |              |  |  | VEN Endry Saavedra    | VEN Endry Saavedra    | 3                    |   |                    |                    |                 |           |  |  |       |       |       |
|  |                   |                   |              |  |  | CHI Joseph Cherkashyn | CHI Joseph Cherkashyn | 0                    |   |                    |                    |                 |           |  |  |       |       |       |
|  |                   |                   |              |  |  |                       |                       |                      |   | VEN Endry Saavedra | VEN Endry Saavedra | 0               |           |  |  |       |       |       |
|  | CAN Clovis Drolet | CAN Clovis Drolet | 1            |  |  |                       | CUB Arlen López       | CUB Arlen López      | 3 |                    |                    |                 |           |  |  |       |       |       |
|  | CRC Jason Ramírez | CRC Jason Ramírez | 2            |  |  | CRC Jason Ramírez     | CRC Jason Ramírez     | 0                    |   |                    |                    |                 |           |  |  |       |       |       |
|  |                   |                   |              |  |  | CUB Arlen López       | CUB Arlen López       | 3                    |   |                    |                    |                 |           |  |  |       |       |       |
|  |                   |                   |              |  |  |                       |                       |                      |   |                    |                    |                 |           |  |  |       |       |       |